# Esteban Paulón
Esteban Paulón es un político y activista por los derechos de las personas LGBTIQ+ de Argentina. Desde 2019 es director ejecutivo del Instituto de Políticas Públicas LGBT+. En 2023 fue electo diputado nacional en el Congreso argentino.

## Activismo
De 2015 a 2019 fue Subsecretario de Políticas de Diversidad Sexual del Gobierno de la provincia de Santa Fe, desde la cual impulsó las Políticas de asistencia, protección y promoción de derechos LGBT+, Fortalecimiento de la Sociedad Civil e integrales de Inclusión Trans. 
Anteriormente fue Presidente de la FALGBT (2010-2015), Vicepresidente (2015 a 2019) y Secretario General (2007-2019) de la misma organización.
En 2015 compiló y coordinó el informe Pride (Orgullo en el trabajo) para la Organización Internacional del Trabajo, y del Plan de Ciudadanía LGBT “De la Igualdad legal a la igualdad real” elaborado por la FALGBT y el Sistema interagencial de Naciones Unidas en Argentina (2011 y 2013). 
Desde 2016 es Presidente del Comité Ejecutivo de la Red Gay Latino y recientemente fue nombrado integrante del Comité Asesor (ad honorem) del Ministerio de Mujeres, Géneros y Diversidad del Gobierno argentino.
Ha destacado por su participación con la Ley de Identidad de Género y la ampliación del matrimonio igualitario a extranjeros que quieran contraer matrimonio en suelo argentino.
Ha sido coordinador y docente del Diplomado en Diversidad Sexual y Derechos Humanos dictado por la FALGBT y CLACSO en 2017 y docente del Diploma Superior en Organizaciones de la Sociedad Civil de FLACSO Argentina en 2020.

## Política
Para las elecciones legislativas de 2023 se presentó al cargo de diputado nacional en para la Cámara de Diputados de Argentina por Partido Socialista dentro de Hacemos por Nuestro País, encabezando la lista electoral de la coalición, en representación de la provincia de Santa Fe. Obtuvo el 9,23 por ciento de los votos, por lo que resultó electo en el cargo.

## Historial electoral
|  | 3,38 % |

|  | 9,19 % |